# نیکولای زیبر

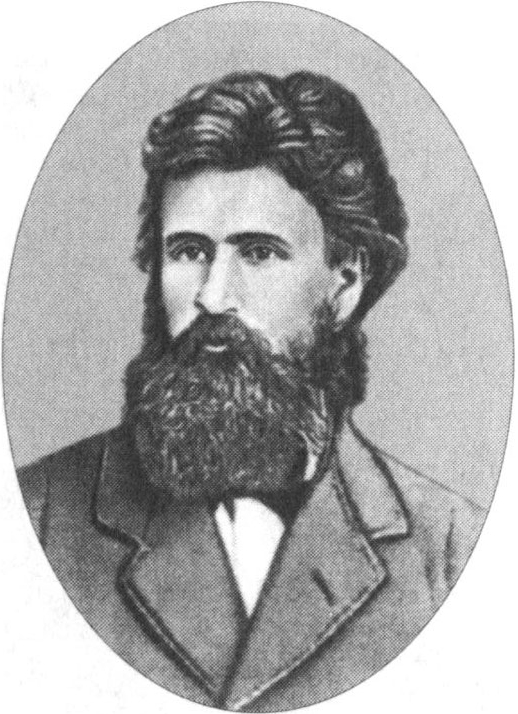
ان.آی. زیبر

نیکولای ایوانویچ زیبر (Nikolai Ivanovich Ziber) (به روسی: Никола́й Ива́нович Зи́бер) (۱۸۴۴–۱۸۸۸)، اقتصاددان دانشگاهی، استاد و یکی از اولین مدافعین مارکسیسم در روسیه، مخصوصاً در کیف بود. تفسیر او از مارکسیسم نسبت به تفسیر ابتدائی اقتصاددان نارودنیک مانند وی. پی. ورونتسوف و ان. اف. دانیلسن شدیداً تفاوت داشت و زمینه را برای مارکسیسم «اورتودوکس» جی. وی. پلخانوف، وی. آی. لنین و دیگران هموار کرد.

## زندگی
ان آی زیبر در ۱0 (22) مارس، ۱۸۴۴، در سوداک در فئودوسیسکی اویزد در فرمانداری تاوریدا امپراطوری روسیه چشم به جهان گشود. پدرش یک مهاجر سویسی و مادرش فرانسوی‌الاصل بود. او در سال ۱۸۶۶ میلادی لیسانس حقوق را از دانشگاه کیف و همچنین در سال ۱۸۷۱ میلادی یک لیسانس در اقتصاد به دست آورد. در سال ۱۸۷۳ میلادی او استاد دپارتمان اقتصاد سیاسی و آمار در دانشگاه کیف شد. در سال ۱۸۷۵ میلادی از سمتش استعفا داده و بعد از انفکاک مایخایلو دراهومانوف از دانشگاه کیف به سویس و متعاقباً به لندن، انگلستان رفت. در سویس او مؤلف مجله دراهومانوف «هرومادا» شده و در سال ۱۸۸۱ میلادی او شخصاً با کارل مارکس و فریدریش انگلز آشنا شد. زیبر پایان‌نامه‌اش را در مورد مارکس و دیوید ریکاردو نوشت و در سال ۱۸۸۵ یک نسخه توسعه یافته تیزس، دیوید ریکاردو و کارل مارکس: تحقیقات اجتماعی اقتصادی آن‌ها را نوشت. در دهه ۱۸۷۰ میلادی، زیبر همچنین به مجله‌های مانند Zanie و Slovo همکاری داشته و سرمایه مارکس (جلد اول) را توضیح داد. یک تعداد مقالات قابل توجه او به نام نظریهٔ اقتصادی مارکس بود.
زیبر از مارکس در برابر منتقدانی مانند آی جی ژوکجوسکی و بی ان چیچرین دفاع کرد و یکی از اولین منتقدین اقتصاددانان نارودنیک مانند وی پی وورونتسوف و ان اف دانیلسن و همچنین مارکسیستان اورتودوکش که بعداً توسط جی وی پلاخانوف، پی بی استروف، وی آی لنین، دی بلاگویف و ان ای فیدوسیف و دیگران توسعه داده شد بود. در حالی‌که وورونتسوف استدلال می‌کرد که به دلیل نبود بازارها، توسعه کاپیتالیسم صنعتی در روسیه ناممکن است. دانیلسن فکر می‌نمود که به لطف توسعه دیرهنگام روسیه، کاپیتالیسم برای توسعه صنعتی لازم نیست، زیبر مارکسیسم را به این معنی تفسیر کرد که کاپیتالیسم مرحله غیرقابل اجتناب توسعه در تاریخ هر نوع جامعه است. (در این تفسیر او از مقدمه مارکس در مورد تألیف المانی کاپیتال متأثر شده بود، جاییکه مارکس نویسندگان المانی که استدلال می‌کردند تحلیل کاپیتالیسم بریتانیایی مارکس بر آلمان قابل اجرا نیست را رد کرده بود) به گفته زیبر، توسعه کاپیتالیسم در دهه‌های ۱۸۷۰ و ۸۰ در روسیه در حالت صغر خود قرار داشت، اما آینده قابل پیش‌بینی روسیه متشکل از یک دوره طویل مدرنیزاسیون کاپیتالیسم بود. با وجودی‌که زیبر با حلقات پیشرونده و اوپوزیسیونی تماس داشت، فکر می‌کرد که سوسیالیسم یک چشم‌انداز بعید برای روسیه است و به نظر می‌رسد که که هیچ تماسی با حنبش‌های انقلابی غیرقانونی نداشته‌است. تفسیر جبرگرایانه او از مارکسیم از طریق پلیخانوف، استروف و لنین جوان وارد جنبش انقلابی شد. اما، برخلاف زیبر، این مارکسیست‌های انقلابی فکر می‌کردند که حد اقل تا دهه ۱۸۹۰، صنعتی سازی کاپیتالیسم آن‌قدر پیشرفته خواهد شد که انقلاب سوسیالیستی را در یک آینده قابل پیش‌بینی ممکن سازد. (با این وجود، در دهه‌های ۱۸۸۰ و ۹۰، همه آن‌ها تأکید کردند که انقلاب بعدی روسیه «بورژوا -